# Monstres Academy
Série Classiques d'animation Pixar
Rebelle
(2012) Vice-versa
(2015)
Série Monstres et Cie
Monstres et Cie
(2001)
Pour plus de détails, voir Fiche technique et Distribution.
Monstres Academy (Monsters University), ou L'Université des monstres au Québec, est le 126e long-métrage d'animation des studios Disney. Réalisé en images de synthèse par Dan Scanlon pour Pixar et sorti en 2013, il constitue une préquelle à Monstres et Cie (2001). Le scénario et l’histoire ont été élaborés par Dan Scanlon (qui signe son premier long-métrage), Daniel Gerson (co-scénariste du premier volet) et par Robert L. Baird (partenaire scénariste de Gerson).

## Synopsis
En tant qu'élève de première année, Robert « Bob » Razowski commence à rêver de devenir une Terreur - un monstre qui entre dans le monde humain la nuit pour effrayer les enfants et récolter leurs cris pour obtenir de l'énergie afin d’alimenter la ville de Monstropolis.  Onze ans plus tard, Bob s'inscrit au programme de Peur de Monstres Université (L’Université des Monstres au Québec ou MU pour Monsters University en anglais) et se lie d'amitié avec son colocataire, le nerd Léon Bogue puis il rencontre son camarade de classe Jacques « Sulli » Sullivan. Abigail Hardscrabble, doyenne du MU, prévient les étudiants que toute personne qui ne réussit pas l’examen final à la fin du premier semestre devra quitter le programme de Peur.
Au fur et à mesure que le semestre avance, une rivalité intense se forme entre Bob, qui étudie dur pour s'améliorer, et Sulli, qui ne compte que sur son talent naturel et commence à faiblir.  Ils tentent tous les deux de rejoindre une fraternité, mais seul Sulli est accepté dans Roar Omega Roar (ROR), la maison la plus prestigieuse du campus et ce, en ramenant la mascotte de Panique Technique, que Bob avait attrapé pour Sulli. Lors de l'examen final, une dispute entre le duo détruit par inadvertance la bonbonne à cris d’Hardscrabble. Cette dernière les teste séparément et ils échouent tous les deux – Bob pour ne pas être effrayant, Sulli pour avoir choisi la mauvaise approche pour effrayer un enfant sans avoir toutes les informations pertinentes à son sujet.  Ils sont obligés de changer de programme d'études, à leur grande consternation.
Voulant faire ses preuves, Bob apprend l'existence du concours des « Jeux de la peur » du MU et conclut un accord avec Hardscrabble.  Si son équipe gagne, tous les membres seront admis au programme de la Peur, sinon, ils seront tous exclus de l’académie.  Bob rejoint Oozma Kappa (OK), une fraternité d'inadaptés, mais il leur manque un membre pour pouvoir participer à la compétition. Bob propose à Léon de rejoindre son équipe mais celle-ci révèle qu’il à rejoint les ROR puis Sulli propose de rejoindre OK, y voyant sa seule chance de revenir au programme, et Bob accepte à contrecœur.
Le lendemain soir après s'être installé chez les Oozma Kappa et avoir dormi, la première épreuve "L'épreuve des Toxiques" commence. C’est une course d'obstacles en équipe pour traverser un égout rempli d'oursins lumino-vénéneux. L'épreuve commence mais Bob et Sulli se disputent la première place laissant les autres derrière eux. Ils finissent par sortir et terminent ex aequo mais malheureusement Johnny leur dit que toute l'équipe doit franchir la ligne et le reste de l'équipe arrive et est déclarée dernière au grand désespoir de Bob mais elle est sauvée de l'élimination après qu'une autre équipe ait été disqualifiée pour tricherie d'utilisation d'un gel de protection.  Au cours de l'épreuve suivante où les équipes doivent prendre leurs fagnons sans faire de bruit pour ne pas se faire prendre par la bibliothécaire Sulli tente de prendre leur fanion mais tombe d'une échelle et s'écrase au sol ce qui attire la bibliothécaire qui s'apprête à les éliminer, mais les autres font du bruit pour la distraire et s'enfuient de la pièce tandis que Squishy réussit à prendre le fanion et qu'une équipe adverse est éliminée. Malgré leurs progrès, pendant une fête où ils sont invités, ils se font humilier en recevant de la peinture, des confétis, des fleurs et, pire que tout, des peluches d’animaux pour les prendre en photo avant de le publier sur tout le campus. Pour les aider, Bob les emmène a Monstres et Compagnie pour trouver l'inspiration et cela marche. Alors que Bob et Sulli commencent à sympathiser, les gardes les trouvent et toute l'équipe s'enfuit de l'usine. Après un entraînement intensif, l'équipe sort les autres et accède à la grande finale contre les ROR. Malheureusement Hardscrabble ne croit toujours pas en Bob et demande à Sulli de se remettre en question. Le soir de la dernière épreuve "Le Simulateur de peur", Bob et Sulli organisent l'ordre de passage. Don commence contre Reggie Jacobs et prend l'avantage mais les ROR reprennent la tête. Pendant son tour Sulli rugit tellement fort que Léon tombe et met les équipes à égalité, Léon se retrouve réprimée par son équipe et jure de se venger de Sulli. Il encourage Bob à donner le meilleur de lui même et, malgré une performance brillante de Johnny, Bob réussit à remplir la bonbonne et les OK sont déclarés champions. En jouant avec le simulateur, Bob sent que quelque chose ne va pas et découvre que quelqu'un a changé ses réglages et soupçonne Sulli qui lui avoue avoir fait ça. Bob croit que Sulli n'a jamais cru en lui et s'en va bouleversé et furieux. Les autres membres ayant tout entendu laissent le trophée. Alors que Sulli s'apprête à rejoindre les ROR, il leur donne le trophée et avoue tout à Hardscrabble qui l'exclut du campus.
Indigné par la trahison de Sulli et toujours déterminé à prouver qu'il peut devenir une Terreur, Bob vole une carte, fait irruption dans le laboratoire de fabrication de portes et entre dans le monde des humains. Il émerge dans une cabane de camp d'été pleine d'enfants mais est incapable d'effrayer l’un d'entre eux et s'enfuit dans les bois. Avec l'aide des membres des OK, Sulli ayant tout entendu se faufile à travers la porte pour retrouver Bob, ignorant l'ordre de Hardscrabble de rester à l'écart et de laisser les autorités gérer la situation. Sulli retrouve Bob et lui dit que la raison pour laquelle il a triché était parce qu'il avait peur de faire échouer son équipe et tout le monde sur le campus pensait que Bob n'était pas effrayant et admet qu'en dépit d'être un Sullivent, il n'a pas autant de succès que sa famille. Les deux se réconcilient mais les rangers les découvrent et les confondent avec des ours. Bob aide Sulli à monter d'une falaise et entrent dans la cabane pour retourner au campus mais découvrent que Hardscrabble a désactivé la porte.
Alors que les rangers commencent à les chercher, Bob se rend compte qu'ils peuvent peut-être actionner la porte de leur côté en leur faisant très peur. En travaillant ensemble, ils font du bruit dans le chalet, claquent la porte, griffent le parquet, font tomber les lits, Bob utilise une canne à pêche pour les encercler et Sulli pousse un rugissement tellement effrayant que les cris des rangers surchargent la porte. Ils retournent à l’académie juste au moment où la porte explose. Bob et Sulli sont expulsés du campus pour leurs actions, mais admettent les membres restants dans le département de la peur pour le semestre à venir, impressionnés par leur performances aux Jeux de la Peur.
Alors que Bob et Sulli quittent le campus, Hardscrabble admet qu'ils l'ont surprise et exprime son espoir qu'ils continueront à le faire à l'avenir. Voyant une annonce "demande d'aide" pour des offres d'emploi chez Monstres et Cie, les deux décident de postuler et sont embauchés pour travailler dans la salle du courrier.  Ils se frayent un chemin jusqu'à différents emplois avant d'être respectivement Terreur (Sulli) et assistant de Terreur (Bob).

## Fiche technique
- Titre original : Monsters University
- Titre français : Monstres Academy
- Titre québécois : L'Université des monstres
- Réalisation : Dan Scanlon
- Scénario : Daniel Gerson, Robert L. Baird et Dan Scanlon (histoire et scénario)
- Storyboard : Kelsey Mann et Jason Katz (supervision), Brian Fee, Dean Kelly, Emma Coats, Adrian Molina, Ronnie del Carmen, Rosanna Sullivan, Manny Hernandez, Jeff Pidgeon, Matthew Luhn et Louis Gonzales
- Musique : Randy Newman
- Production : Kori Rae
- Pays d'origine :  États-Unis
- Langue originale : anglais
- Budget : 200 000 000 $
- Durée : 102 minutes
- Dates de sortie :
  - États-Unis : 21 juin 2013
  - France : 10 juillet 2013

## Distribution

### Voix originales
- Billy Crystal : Michael « Mike » Wazowski (Bob Razowski en VF)
- John Goodman : James P. Sullivan (Jacques « Sulli » Sullivan en VF)
- Steve Buscemi : Randall « Randy » Boggs (Léon Bogue en VF)
- Helen Mirren : Dean Abigail Hardscrabble (Abigail Hardscrabble en VF)
- Joel Murray : Don Carlton
- Peter Sohn : Scott « Squishy » Squibbles
- Sean Hayes : Terri Perry
- Dave Foley : Terry Perry
- Charlie Day : Art
- Alfred Molina : professeur Derek Knight
- Nathan Fillion : Johnny J. Worthington III
- Tyler Labine : Brock Pearson
- Aubrey Plaza : Claire Wheeler
- John Krasinski : Frank McCay
- Bobby Moynihan : Chet Alexander
- Julia Sweeney : Sherri Squibbles (Jeanine Squibbles en VF)
- Bonnie Hunt : Karen Graves
- Beth Behrs : Carrie Williams
- Bob Peterson : Roz (Rose en VF)
- Noah Johnston : Mike jeune
- John Ratzenberger : Yeti
- Bill Hader : Referee (l'arbitre) / Slug (la limace)
- Jennifer Tilly : Ceila
- Rob Riggle : Kenny

### Voix françaises
- Éric Métayer : Bob Razowski
- Xavier Fagnon : Jacques « Sulli » Sullivan
- Jérémy Prévost : Léon Bogue
- Catherine Deneuve : Abigail Hardscrabble
- Jean-Claude Donda : Don Carlton
- Malik Bentalha : Squishy Squibbles
- Donald Reignoux : Terri Perry
- Emmanuel Garijo : Terry Perry
- Jamel Debbouze : Art
- Michel Papineschi : professeur Knight
- Alexis Victor : Johnny J. Worthington III
- Damien Boisseau : le guide des monstres
- Jérémie Covillault : Brock Pearson
- Edwige Lemoine : Claire Wheeler
- Adrien Antoine : Frank McCay
- David Krüger : Chet Alexander
- Catherine Davenier : Jeanine Squibbles
- Ninou Fratellini : Karen Graves
- Laëtitia Coryn : Carrie Williams
- Isabelle Leprince : Germaine
- Georges de Vitis : Bob jeune
- Frédéric Norbert : le Yéti
- Matthieu Albertini : l'arbitre
- Julien Alluguette : la limace
- Rémi Bichet : Reggie Jacobs
- Hervé Rey : Chip Goff
- Jim Redler : Javier Rios
- Zina Khakhoulia : Kay
- Jean-Michel Vaubien : Jay

Source et légende : Version française (VF) sur AlloDoublage et générique du film

### Voix québécoises
- Alain Zouvi : Mike Wazowski

Logo québécois du film

- Patrick Chouinard : James P. Sullivan
- Pierre Auger : Randy Boggs
- Catherine Deneuve : Abigail Hardscrabble
- Louis-Georges Girard : Don Carlton
- Hugolin Chevrette-Landesque : Squishy Squibbles
- Sébastien Dhavernas : Terri Perry
- Gilbert Lachance : Terry Perry
- Georges Saint-Pierre : Art
- Manuel Tadros : professeur Knight
- Tristan Harvey : Johnny J. Worthington III
- Alexandre Fortin : Brock Pearson
- Ariane-Li Simard-Côté : Claire Wheeler
- Maël Davan-Soulas : Frank McCay / Chet Alexander
- Manon Leblanc : Sherryl Squibbles
- Camille Cyr-Desmarais : Karen, l'institutrice de Mike jeune
- Eloisa Cervantes : Carrie Williams
- Johanne Garneau : Roz
- Gabriel Bissonnette : Mike jeune
- Daniel Picard : le Yéti
- Paul Sarrasin : l'arbitre
- Pierre-Étienne Rouillard : la limace

 Source et légende : version québécoise (VQ) sur Doublage.qc.ca

## Production
Des plans pour un deuxième film Monstres et Cie ont existé depuis 2005. Après de multiples désaccords entre l'ancien PDG de Disney, Michael Eisner et le fondateur et PDG de Pixar, Steve Jobs, Disney — qui à l'époque était propriétaire des droits pour concevoir des suites à tous les films de Pixar jusqu'à Cars — annonce qu'une suite à Monstres et Cie sera réalisée par Circle 7 Animation.
Cependant, le changement de direction chez Disney à la fin 2005 — Michael Eisner est remplacé par son lieutenant Robert Iger — conduit à la reprise des négociations avec Pixar et début 2006 Disney annonce le rachat du studio. Les droits pour cette suite appartenant à Disney ont ensuite été transférés vers Pixar, conduisant à l'annulation de la version du film de Rob Muir et Bob Hilgenberg et à la fermeture subséquente de Circle 7.
Une suite faite par Pixar est confirmée en 2010. Le 5 avril 2011, la sortie du film est annoncée pour le 21 juin 2013 aux États-Unis. Il s'agira du quatorzième long métrage du studio. Le 29 mars 2011, il a été confirmé que le film sera une suite, puis le titre Monsters University a été révélé. Le film sera dirigé par Dan Scanlon et produit par Kori Rae,.
Le 3 décembre 2012, le groupe de metal progressif Mastodon annonce via leur compte Twitter qu'ils ont écrit une chanson pour le film.
Le même jour, les DJ suédois Axwell et Sebastian Ingrosso (tous les deux ex-Swedish House Mafia) ont composé et produit un titre pour le film nommé Roar. Le titre est produit sur Walt Disney Records et sur leurs labels respectifs .[réf. nécessaire]

## Autour du film
- Oozma, première partie du nom de la fraternité, dérive de House Ma, c'est-à-dire la maison de Maman, parce que son siège est installé dans la villa de la mère de Squibbles.
- Aucun des coéquipiers de Bob et Sully, à savoir Don Carlton, Terry & Terri, Squibbles et Art, n'apparaît dans la suite précurseur Monstres et compagnie. Or, il est montré dans le générique de fin qu'ils ont tous été engagés à Monstres Inc. à la fin de leurs études. Rien n'est vraiment expliqué à ce sujet, mais on peut en déduire qu'ils ont soit démissionné, soit été renvoyés à cause de la pénurie de cris.
- Le générique de fin donne le nom de deux sociétés concurrentes de Monstres Inc. : Scream Ind. et Fear Co.
- La scène où l'équipe O.K. est invitée à une soirée qui s'avère être un traquenard fait référence à la scène du bal de promo dans Carrie au bal du diable quand celle-ci se ramasse une flaque de sang de porc.

## Accueil

### Box-office
| Pays ou région | Box-office        | Date d'arrêt du box-office | Nombre de semaines |
| -------------- | ----------------- | -------------------------- | ------------------ |
| États-Unis     | 268 492 764 $,    | 19 décembre 2013           | 26                 |
| France         | 2 135 699 entrées | 5 novembre 2013            | 17                 |
| Monde          | 743 559 607 $     | 19 décembre 2013           | -                  |

## Distinctions

### Récompenses
- Annie Awards 2014 :
  - Meilleur storyboard pour Dean Kelly
  - Meilleur montage pour Greg Snyder, Gregory Amundson et Steve Bloom

### Nominations et sélections
- Festival international du film de Seattle 2013 : sélection « Films4Families Competition »
- Washington D.C. Area Film Critics Association Awards 2013 : meilleur film d'animation

- British Academy Film Awards 2014 : meilleur film d'animation
- Critics' Choice Movie Awards 2014 : meilleur film d'animation
- Satellite Awards 2014 : meilleur film d'animation